# Thomasomys
Thomasomys là một chi động vật có vú trong họ Cricetidae, bộ Gặm nhấm. Chi này được Coues miêu tả năm 1884. Loài điển hình của chi này là Hesperomys cinereus Thomas, 1882.

## Các loài
Chi này gồm các loài: